# Поснер, Вильфрид
Ви́льфрид По́снер (нем. Wilfried Poßner; род. 13 сентября 1949, Нойштадт-на-Орле) — немецкий педагог. Председатель Пионерской организации имени Эрнста Тельмана, статс-секретарь в правительстве Ханса Модрова.

## Биография
Родом из рабочей семьи, в 1964—1968 годах Поснер учился на штукатура. В 1968—1970 годах отслужил в Национальной народной армии ГДР. В звании сержанта уволился из рядов ННА и позднее являлся старшим лейтенантом запаса. В 1964 году вступил в ряды ССНМ и в 1969 году — в СЕПГ. В 1970—1975 годах учился в Высшей педагогической школе в Потсдаме, где до 1976 года занимал должность председателя ССНМ. В 1976—1979 годах Поснер обучался в аспирантуре при Академии общественных наук при ЦК КПСС и защитил докторскую диссертацию.
Вильфрид Поснер руководил студенческим отделом и с декабря 1980 по 1989 год являлся секретарём и членом Бюро Центрального совета ССНМ. С 15 февраля 1985 года по 1989 год одновременно возглавлял Пионерскую организацию имени Эрнста Тельмана. В 1984—1986 года входил в состав Молодёжной комиссии Политбюро ЦК СЕПГ и в 1986—1989 годах — члена ЦК СЕПГ и в 1986—1990 годах — депутата Народной палаты ГДР.
17 декабря 1989 года по предложению премьер министра Ханса Модрова на 12-м заседании Народной палаты ГДР была введена должность министра по вопросам образования и молодёжи. В результате коалиционных переговоров СЕПГ назначила на эту должность депутата от фракции ССНМ Вильфрида Поснера. Поснер был назначен министром 19 ноября 1989 года. 30 ноября 1989 года Поснер получил должность статс-секретаря и начальника нового Ведомства по делам молодёжи и спорта при Совете Министров ГДР. Этот пост Поснер занимал до апреля 1990 года.

## Сочинения
- Immer bereit. Parteiauftrag: kämpfen, spielen, fröhlich sein, edition ost, Berlin 1995, ISBN 3-929161-38-9
- Wenn die Sterne untergehen, Drei Kastanien Verlag, Wittenberg 2012, ISBN 3-942005-27-1